# Whitegrove
Whitegrove – wieś w Anglii, w hrabstwie ceremonialnym Berkshire, w dystrykcie (unitary authority) Bracknell Forest. Leży 18 km na wschód od centrum miasta Reading i 43 km na zachód od centrum Londynu.